# Qingfengshan
Qingfengshan är en köping i Kina. Den ligger i provinsen Liaoning, i den nordöstra delen av landet, omkring 320 kilometer väster om provinshuvudstaden Shenyang. Antalet invånare är 12 125. Befolkningen består av 5 731 kvinnor och 6 394 män. Barn under 15 år utgör 17,0 %, vuxna 15-64 år 73 %, och äldre över 65 år 9,0 %.
Genomsnittlig årsnederbörd är 786 millimeter. Den regnigaste månaden är juni, med i genomsnitt 213 mm nederbörd, och den torraste är januari, med 2 mm nederbörd.